# Hugh Conaghan
Hugh Conaghan (* 6. Mai 1926 im County Donegal, Irland; † 24. März 2020 im County Donegal) war ein irischer Politiker der Fianna Fáil. Er war von 1977 bis 1989 Abgeordneter (Teachta Dála) im Dáil Éireann, dem Unterhaus des irischen Parlaments (Oireachtas).

## Lebenslauf
Conaghan war Mitarbeiter bei der Verkehrsbehörde. Er kandidierte zuerst bei einer Nachwahl im Wahlkreis Donegal North East, scheiterte jedoch. Bei den Wahlen zum Dáil Éireann 1977 wurde er dann im Wahlkreis Donegal gewählt und zog in den Dáil Éireann ein. Seinen Sitz konnte er dann bis 1989 im neuen Wahlkreis Donegal North East verteidigen. Bei den Wahlen zum Dáil Éireann 1989 konnte er seinen Sitz nicht verteidigen. Sein Versuch, stattdessen über die Arbeitsliste in den Seanad Éireann gewählt zu werden, gelang ebenfalls nicht. Als er auch bei den Wahlen zum Dáil Éireann 1992 nicht genügend Stimmen erreichen konnte, trat er nicht mehr bei den Wahlen an. 